# Geoglobus
A Geoglobus egy Archaeoglobaceae családba tartozó hipertermofil Archaea. Két faja van. Az G. ahangari faj a Guaymas medence hidrotermális rendszerében izolálták, mélyen a Kaliforniai-öbölben. Hipertermofil élőlény a legjobban 88 °C-on nő, nem képes növekedni 65 °C alatt vagy 90 °C felett. Van egy S-réteg sejtfala és egy ostora van. Anaerob élőlény, rosszul oldódó vas (Fe3+) iont használ terminális elektron akceptorként. Képes autotróf módon növekedni hidrogén gázzal (H2) vagy heterotróf módon nagy számú szerves vegyülettel, beleértve a különböző típusú zsírsavakat is. Az első izolált archaea ami képes használni hidrogén gázt a vas redukálásához energiaforrásként, és az első izolált anaerob élőlény ami képes hosszú szénláncú zsírsavakat energiaforrásként használni.
Másik faja a G. acetivorans szintén vasat használ terminális elektron akceptorként.